# Secuencia de Göbel
En matemáticas, una secuencia de Göbel es una secuencia de números racionales definida por la relación de recurrencia:
{\displaystyle x_{n}={\frac {x_{0}^{2}+x_{1}^{2}+\cdots +x_{n-1}^{2}}{n-1}},\!\,}
con valor inicial:
{\displaystyle x_{0}=x_{1}=1.}
La secuencia de Göbel comienza con:
1, 1, 2, 3, 5, 10, 28, 154, 3520, 1551880, ...
El primer valor no entero es x43. 

## Historia
Esta secuencia fue desarrollada por el matemático alemán Fritz Göbel en los años 1970.  En 1975, el matemático holandés Hendrik Lenstra demostró que el término 43 no es un número entero. 

## Generalización
La secuencia de Göbel se puede generalizar a k-ésimas potencias mediante:
{\displaystyle x_{n}={\frac {x_{0}^{k}+x_{1}^{k}+\cdots +x_{n-1}^{k}}{n}}.}
Los índices mínimos en los que las secuencias de k-Göbel asumen un valor no integral son:
43, 89, 97, 214, 19, 239, 37, 79, 83, 239, ...
Independientemente del valor elegido para k, los 19 términos iniciales son siempre números enteros.  